# Royse City
Royse City – miasto w Stanach Zjednoczonych, w stanie Teksas, w hrabstwach Rockwall, Collin i Hunt.

## Demografia
Według przeprowadzonego przez United States Census Bureau spisu powszechnego w 2010 roku miasto liczyło 9 349 mieszkańców. Natomiast skład etniczny w mieście wyglądał następująco: Biali 81,0%, Afroamerykanie 8,3%, Azjaci 1,1%, pozostali 9,6%.